# Nguyên lý Pareto
Quy luật Pareto hay quy luật 80/20 (quy luật thiểu số quan trọng và phân bố nhân tố) nói rằng trong nhiều sự kiện, khoảng 80% kết quả là do 20% nguyên nhân gây ra. Nhà tư tưởng quản trị doanh nghiệp Joseph M. Juran đề xuất quy luật này và đặt theo tên của nhà kinh tế người Ý Vilfredo Pareto người đã quan sát 80% đất ở Ý là thuộc sở hữu của 20% dân số. Đây cũng là quy luật phổ biến trong kinh doanh chẳng hạn 80% doanh thu là từ 20% trong số các khách hàng.
Khi xét một thứ gì được sở hữu bởi một số lượng lớn vừa đủ người thì luôn tồn tại một số k (50 < k < 100) sao cho k% của thứ ấy là thuộc sở hữu của (100 – k)% số người trong đó. Tuy nhiên k sẽ thay đổi từ 50 trong trường hợp phân bố đều cho đến gần 100% khi một lượng rất nhỏ người sở hữu hầu hết tất cả tài nguyên. Không có điều gì đặc biệt đối với con số 80 nhưng nhiều hệ thống có số k có giá trị ở khoảng này.

## Trong kinh tế
Quy luật này được thấy đầu tiên trong thu thập và tài sản. Pareto để ý thấy 20% dân số Ý sở hữu 80% tài sản của nước này. Sau đó ông thống kê ở nhiều nước khác và thấy ngạc nhiên khi thấy sự phân bố tương tự.
Vì luật lũy thừa có thang bất biến, quy luật 80/20 cũng đúng cho các tập hợp con khi xét thu nhập. Ngay cả khi xét 10 cá nhân giàu có nhất thế giới ta thấy rằng ba người đầu tiên (Warren Buffett, Carlos Slim Helú, và Bill Gates) có sở hữu bằng tổng sở hữu của bảy người còn lại.
Một báo cáo của Chương trình phát triển Liên hợp quốc năm 1992 cho thấy sự phân bố thu nhập trên toàn cầu rất không đồng đều trong đó 20% dân số chiếm 82.7% thu nhập cả thế giới.
| Nhóm đối tượng | Thu nhập |
| -------------- | -------- |
| Giàu nhất 20%  | 82.7%    |
| Thứ nhì 20%    | 11.7%    |
| Thứ ba 20%     | 2.3%     |
| Thứ tư 20%     | 1.4%     |
| Nghèo nhất 20% | 1.2%     |

Quy luật 80/20 cũng thể hiện sự không đồng đều trong kinh tế đang ngày càng mở rộng ở Hoa Kỳ khi thu nhập tập trung vào những người có trình độ và kỹ năng có khả năng nắm bắt trong công nghệ và trong quá trình toàn cầu hóa. Tuy nhiên Paul Krugman trên Thời báo New York đã bác bỏ quy luật này cho rằng khi kinh tế phát triển trong 30 năm qua đã dồn tài sản vào 1% hơn là 20%.

## Lĩnh vực khác
Quy luật Pareto cũng đúng trong nhiều trường hợp thông thường khác như trong 80% thời gian người ta chỉ mặc 20% quần áo mà mình thích nhất và tiêu 80% thời gian cho 20% người quen.